# ナヴァホ郡 (アリゾナ州)
ナヴァホ郡（英: Navajo County）は、アメリカ合衆国アリゾナ州の郡である。人口は10万6717人（2020年）。郡庁所在地はホルブルックである。
郡内にはホピ・インディアン居留地、ナヴァホ・ネーションおよびフォートアパッチ・インディアン居留地の一部が入っている。

## 歴史
ナヴァホ郡は1895年3月21日にアパッチ郡から分離して設立された。初代郡保安官は伝説的なガンマンであるコモドア・ペリー・オーウェンスであり、それまではアパッチ郡保安官を務めていた。プレザントバレー戦争の時は多くの事件が発生した。

## 地理
アメリカ合衆国国勢調査局に拠れば、郡域全面積は9959.49平方マイル (25,795.0 km2)であり、このうち陸地は9953.18平方マイル (25,778.6 km2)、水域は6.31平方マイル (16.3 km2)で水域率は0.06%である。
アリゾナ州は植生も無く、広大で開けた砂漠と考える人が多いが、ナヴァホ郡には砂漠地帯のモニュメント・バレーだけでなく、キームズキャニオン、化石の森国立公園の部分および北アメリカでは最大のポンデローサ松(Pinus ponderosa)の群落もある。

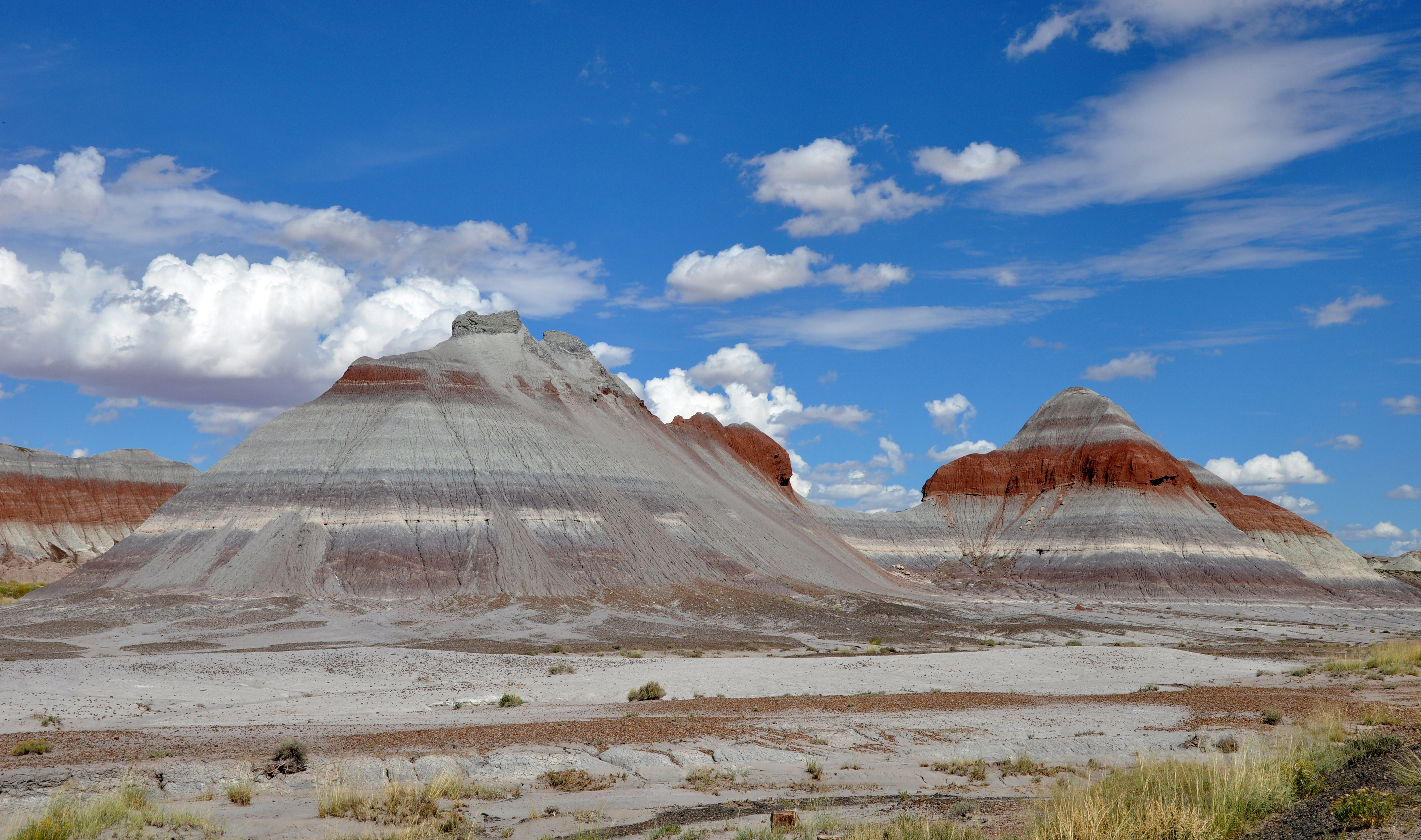
化石の森国立公園のティピー

### 主要高規格道路
- 州間高速道路40号線
- アメリカ国道60号線
- アメリカ国道160号線
- アメリカ国道163号線
- アメリカ国道180号線
- アリゾナ州道77号線
- アリゾナ州道87号線
- アリゾナ州道98号線
- アリゾナ州道99号線
- アリゾナ州道260号線
- アリゾナ州道264号線
- アリゾナ州道277号線
- アリゾナ州道377号線

### 隣接する郡
- アパッチ郡 - 東
- グレアム郡 - 南
- ヒラ郡 - 南西
- ココニノ郡 - 西
- サンフアン郡 (ユタ州) - 北

### インディアン居留地
ナヴァホ郡内には連邦政府が指定するインディアン居留地6,632.73 平方マイル (17,178.69 km2) があり、アメリカ合衆国の郡では3番目に多い（第1位は隣接するアパッチ郡、第2位はやはり隣接するココニノ郡である）。郡内ではナヴァホ・インディアン居留地が最も広く、ホピ・インディアン居留地、フォートアパッチ・インディアン居留地と続いており、これらは全て他の郡に跨るものである。

### 国立保護地域
- アパッチ・シットグリーブス国立の森（部分）
- ナヴァホ国立保護区
- 化石の森国立公園（部分）

## 人口動態
以下は2000年国勢調査による人口統計データである。
| 基礎データ - 人口: 97,470人 - 世帯数: 30,043 世帯 - 家族数: 23,073 家族 - 人口密度: 4人/km2（10人/mi2） - 住居数: 47,413軒 - 住居密度: 2軒/km2（5/mi2） 人種別人口構成 - ネイティブ・アメリカン: 47.74% - 白人: 45.91% - アフリカン・アメリカン: 0.88% - アジア人: 0.33% - 太平洋諸島系: 0.05% - その他の人種: 3.15% - 混血: 55.94% - ヒスパニック・ラテン系: 8.22% 言語別人口構成 - ナヴァホ語：24.77% - その他の南部アサバスカン語：5.94% - スペイン語：4.71% - ホピ語：3.23% 年齢別人口構成 - 18歳未満: 35.4% - 18-24歳: 8.8% - 25-44歳: 25.3% - 45-64歳: 20.4% - 65歳以上: 10.0% - 年齢の中央値: 30歳 - 性比（女性100人あたり男性の人口） - 総人口: 98.7 - 18歳以上: 97.2 | 世帯と家族（対世帯数） - 18歳未満の子供がいる: 40.5% - 結婚・同居している夫婦: 55.5% - 未婚・離婚・死別女性が世帯主: 16.3% - 非家族世帯: 23.2% - 単身世帯: 19.9% - 65歳以上の老人1人暮らし: 7.2% - 平均構成人数 - 世帯: 3.17人 - 家族: 3.68人 収入と家計 - 収入の中央値 - 世帯: 28,569米ドル - 家族: 32,409米ドル - 性別 - 男性: 30,509米ドル - 女性: 21,621米ドル - 人口1人あたり収入: 11,609米ドル - 貧困線以下 - 対人口: 29.5% - 対家族数: 23.4% - 18歳未満: 36.6% - 65歳以上: 20.3% |

## 都市と町

### 都市
- ホルブルック - 郡庁所在地
- ショーロー - 人口最大の都市
- ウィンスロー

### 町
- パイントップ・レイクサイド
- スノーフレイク
- テイラー

### 統計調査指定地域

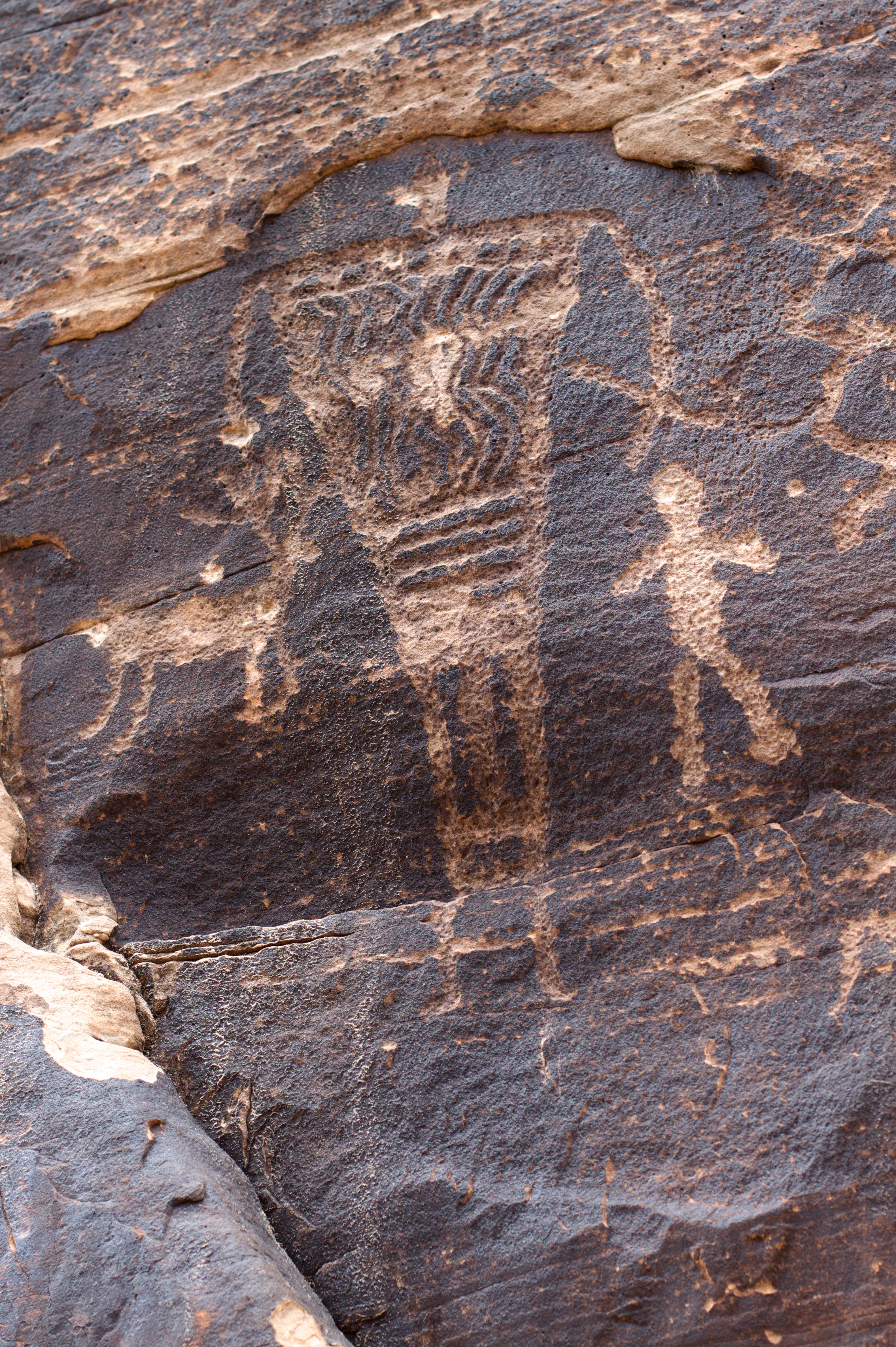
ウィンスローに近いロックアート・キャニオン・ランチにある岩面陰刻

- チルチンビト
- シベキュー
- ディルコン
- イーストフォーク
- ファーストメサ
- グリースウッド
- ヒーバー・オーバーガード
- ホーテビラ・バカビ
- ジェディト
- カイエンタ
- キームズキャニオン
- カイコツモビビレッジ
- マクナリー
- オルハト・モニュメントバレー
- ピニョン
- セコンドメサ
- ションゴポビ
- ショント
- ホワイトリバー
- ウィンスローウェスト

### その他の町
- インディアンウェルズ
- ジョセフシティ
- リンデン
- オライビ
- パインデール

## 教育

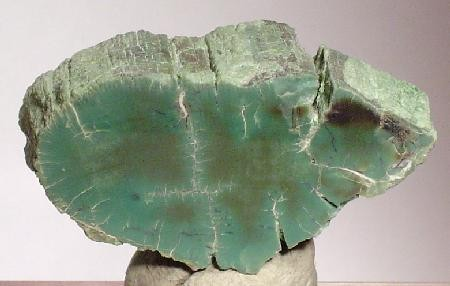
ホルブルックから出土した珪化木、緑色はバナジウムが豊富に含まれているため。寸法3.8 x 2.1 x 1.6 cm

郡内の教育学区は以下の通りである。
- ブルーリッジ統合教育学区
- シーダー統合教育学区
- ヒーバー・オーバーガード統合教育学区
- ホルブルック統合教育学区
- ジョセフシティ統合教育学区
- カイエンタ統合教育学区
- ピニョン統合教育学区
- ショーロー統合教育学区
- スノーフレイク統合教育学区
- ホワイトリバー統合教育学区
- ウィンスロー統合教育学区